# Aleisanthia rupestris
Aleisanthia rupestris là một loài thực vật có hoa trong họ Thiến thảo. Loài này được (Ridl.) Ridl. mô tả khoa học đầu tiên năm 1920.